# Kościół Świętej Rodziny w Sękowicach
Kościół pw. Świętej Rodziny w Sękowicach – katolicki kościół filialny zlokalizowany w Sękowicach (gmina Gubin).

## Historia i architektura
Kościół poewangelicki, obecnie rzymskokatolicki, szachulcowy, został zbudowany w drugiej połowie XVII wieku na miejscu starszej świątyni. Założony na rzucie ośmioboku, z prostokątną zakrystią od wschodu, z kruchtą i wejściem do empory od południa. Posiada ośmiospadowy dach z tamburem i latarnią. Z wystroju zostały zachowane renesansowe nagrobki, barokowy ołtarz oraz chrzcielnica z drugiej połowy XVII wieku. W 1813 roku miał miejsce remont kościoła, następny był na początku XX wieku, a ostatnią gruntowną jego renowację ukończono w latach 2007-2014, ratując obiekt przed katastrofą budowlaną. Od 24 lutego 1946 roku pełni funkcję kościoła filialnego pw. Świętej Rodziny. Pod koniec lat 80 XX wieku przy kościele znajdowała się osiemnastowieczna dzwonnica, konstrukcji drewnianej, oszalowana i nakryta dachem namiotowym.
Kościół stanowi jedną z najciekawszych pod względem architektonicznym budowli szkieletowych województwa lubuskiego.